# Đường conic chín điểm

Đường conic chín điểm

Trong hình học, conic chín điểm của một tứ giác toàn phần là một đường conic đi qua giao điểm của ba đường chéo, và sáu điểm là trung điểm của các cạnh của tứ giác đó.
Đường conic chín điểm được mô tả lần đầu tiên bởi Maxime Bôcher năm 1892. Trường hợp đặc biệt đường tròn chín điểm là một trường hợp đặc biệt của đường conic chín điểm. Một hypebol chín điểm là một ví dụ khác.
Bôcher sử dụng bốn đỉnh của tứ giác như ba đỉnh của một tam giác và một điểm độc lập.
Cho tam giác ABC và điểm P trong mặt phẳng. Khi đo conic đi qua chín điểm sau:
Trung điểm của ba cạnh của ABC,
Trung điểm của P tới ba đỉnh, và
và đường thẳng kéo dài của PA, PB, PC cắt ba cạnh tương ứng.
Đường conic là một ellipse nếu P nằm trong ABC hoặc phía trong các phần mặt phẳng chỉ chắn bởi hai cạnh, các trường hợp còn lại là một hyperbol. Bôcher chú ý rằng khi P là trực tâm, conic sẽ suy biến thành đường tròn chín điểm, và khi P nằm trên đường tròn ngoại tiếp của ABC, conic sẽ là một hyperbol chữ nhật.